# Guo Yufang
Guo Yufang (chinesisch 郭裕芳; * 15. März 1999) ist eine chinesische Bahnradsportlerin, die auf Kurzzeitdisziplinen spezialisiert ist.

## Sportlicher Werdegang
Guo stammt aus dem Dorf Dawa im Kreis Xin’an bei Luoyang in der Provinz Henan. Als sie 13 war, wurde sie auf Empfehlung ihres Lehrers für das Radsportteam von Luoyang nominiert. Zwei Jahre später schaffte sie den Sprung ins Provinzialteam. Im Alter von 17 nahm sie an den Junioren-Weltmeisterschaften 2016 teil und gewann vier Medaillen in den Kurzzeit-Wettbewerben. Zwei Monate darauf wurde sie vierfache chinesische Junioren-Meisterin.
Ab 2017 war sie Mitglied der chinesischen Nationalmannschaft in der Elite und schaffte mit der Teamsprint-Mannschaft mehrere Podiumsplatzierungen im Bahnrad-Weltcup 2017/18. Zudem konnte sie 2017 ihren ersten chinesischen Meistertitel im Teamsprint verbuchen, zusammen mit Bao Shanju, den die beiden 2018 erfolgreich verteidigten. 2018 gelang ihr zudem ein individueller Titelgewinn im Keirin. Mit anderen Partnerinnen war sie im Teamsprint Asienmeisterin 2018 und 2019. Sie wurde jedoch nicht für die Olympischen Spiele von Tokio nominiert, wo Bao Shanju zusammen mit Zhong Tianshi die Goldmedaille holte.
International trat sie infolge der Corona-Pandemie erst wieder 2022 in Erscheinung. Im Nations Cup gewann sie mit der Mannschaft den Teamsprint von Cali, bei den Weltmeisterschaften in Saint-Quentin-en-Yvelines holte das Trio Guo Yufang, Bao Shanju und Yuan Liying die Silbermedaille. In dieser Besetzung erzielten sie 2023 eine Reihe von Siegen bei den Asienmeisterschaften, den Asienspielen (hier auch mit Jiang Yulu), den chinesischen Meisterschaften sowie im Nations Cup von Kairo. Ihr größter individueller Erfolg war die Bronzemedaille im Zeitfahren bei der WM 2022.
Am 26. Juni 2024 stellte Guo gemeinsam mit Bao Shanju und Yuan Liying mit 45,478 Sekunden einen neuen Weltrekord im Teamsprint über 750 Meter auf. Der Rekord wurde auf der Radrennbahn des Luoyang Sports Center im chinesischen Luoyang im Rahmen der China Track League 2024 gefahren. Dabei wurde Wettbewerb dem Ablauf bei den Olympischen Spielen in Paris nachempfunden, indem unter anderem internationale Schiedsrichter und Anti-Doping-Kontrolleure eingeladen worden waren. Bei den Olympischen Spielen kurz darauf kam das Trio im Teamsprint auf den sechsten Rang, während ihr Weltrekord erneut verbessert wurde. Guo trat auch im Keirin an, wo sie im Viertelfinale ausschied.

## Erfolge
2016
 Junioren-Weltmeisterschaften – Zeitfahren, Sprint
 Junioren-Weltmeisterschaften – Keirin, Teamsprint (mit Shen Chaoyue)
 – Chinesische Junioren-Meisterin – Zeitfahren, Sprint, Keirin, Teamsprint (mit Feng Jingjing)
2017
 – Chinesische Meisterin – Teamsprint (mit Bao Shanju)
2018
 – Asienmeisterschaften – Teamsprint (mit Zhong Tianshi und Song Chaorui)
 – Chinesische Meisterin – Keirin, Teamsprint (mit Bao Shanju)
2019
 – Asienmeisterschaften – Teamsprint (mit Zhong Tianshi und Lin Junhong)
2022
 Nations Cup in Cali – Teamsprint (mit Yuan Liying und Zhang Linyin)
 Weltmeisterschaften – Teamsprint (mit Yuan Liying und Bao Shanju)
 Weltmeisterschaften – Zeitfahren
2023
 Asienmeisterin – Teamsprint (mit Yuan Liying und Bao Shanju)
 Chinesische Meisterin – Teamsprint (mit Yuan Liying und Bao Shanju)
 Nations Cup in Kairo – Teamsprint (mit Yuan Liying und Bao Shanju)
 Asienspiele – Teamsprint (mit Bao Shanju, Yuan Liying und Jiang Yulu)
 Weltmeisterschaften – Teamsprint (mit Yuan Liying und Bao Shanju)
2025
 Asienmeisterin – Teamsprint (mit Bao Shanju und Luo Shuyan)
 Asienmeisterschaften – Sprint
 Asienmeisterschaften – Keirin